# Balulu
Balulu – według „Sumeryjskiej listy królów” czwarty, ostatni władca tzw. I dynastii z Ur. Dotyczący go fragment brzmi następująco:
„Balulu (z Ur) panował przez 36 lat”
Dalej Lista podaje, iż „Ur zostało pokonane, a (siedziba) królestwa została przeniesiona do Awan”